# Headhunterz
Headhunterz, cunoscut anterior ca Nasty D-Tunere, este un DJ neerlandez de muzică hardstyle și electro house.

## Discografie
| An   | Titlu |
| ---- | --- |
| 2005 | Breaking The Rules - ca Nasty D-Tuners - Data: 15 octombrie - Casa de discuri: Hardcontrol Records - Format: 12″                                                                                            |
| 2005 | Check Ya Head - ca Nasty D-Tuners - Data: 17 mai - Casa de discuri: Hardcontrol Records - Format: 12″ |
| 2006 | Aiming For Ur Brain - Data: iunie - Casa de discuri: Scantraxx Specials - Format: 12″ |
| 2006 | The Sacrifice - Data: august - Casa de discuri: Scantraxx Specials - Format: 12″ |
| 2006 | Time 2 Rock / Victim Of My Rage - Data: septembrie - Casa de discuri: Scantraxx Reloaded - Format: 12″ |
| 2007 | Scantraxx Rootz - Headhunterz vs. Abject - Data: 12 ianuarie - Casa de discuri: Scantraxx Reloaded - Format: 12″                                                                                            |
| 2007 | High Rollerz / Scar Ur Face - The Prophet feat. Headhunterz - Data: 1 martie - Casa de discuri: Scantraxx Reloaded - Format: 12″                                                                            |
| 2007 | Brennan Heart - Rush The RMX - We Are Possessed (Headhunterz Remix) - Data: 23 aprilie - Casa de discuri: M!D!FY - Format: 12″                                                                              |
| 2007 | Rock Civilization - Data: 18 iunie - Casa de discuri: Scantraxx Reloaded - Format: 12″ |
| 2007 | Forever Az One / Digiwave - Data: 9 noiembrie - Casa de discuri: Scantraxx Reloaded - Format: 12″ |
| 2007 | The Power Of The Mind - Data: ?? - Casa de discuri: Q-Dance - Format: 12″ |
| 2008 | Various Artists - Qlimax 2007 - The Official Live Registration - Data: ianuarie - Casa de discuri: USM - Format: CD, DVD-Audio                                                                              |
| 2008 | Subsonic - Data: 11 februarie - Casa de discuri: Scantraxx Reloaded - Format: 12″ |
| 2008 | Call It Music / W.U.W.H. - Tatanka meets Headhunterz - Data: 15 februarie - Casa de discuri: Zanzatraxx - Format: 12″                                                                                       |
| 2008 | Blame It On The Music - Headhunterz vs. Wildstylez - Data: 4 martie - Label: Scantraxx Reloaded - Format: 12″                                                                                               |
| 2008 | Last Of The Mohicanz / Reloaded Part 2 - Data: 2 aprilie - Casa de discuri: Scantraxx Specials - Format: 12″                                                                                                |
| 2008 | Various Artists - Kings Of Hard - Piesele 1 - 10 pe primul CD au fost mixate de Headhunterz. - Data: 13 mai - Casa de discuri: Sonic Solution - Format: CD, Double album                                    |
| 2008 | Zanza Labs - Biological Chemistry / Zanzarismo - Biological Chemistry (Headhunterz Remix) - Data: 21 mai - Casa de discuri: Zanzatraxx - Format: 12″                                                        |
| 2008 | Headhunterz & Wildstylez Present: Project One - The Album - Data: 3 iulie - Casa de discuri: Cloud 9 - Format: CD                                                                                           |
| 2008 | Project One - Life Beyond Earth / The Zero Hour - Data: 22 iulie - Casa de discuri: Scantraxx Reloaded - Format: 12″                                                                                        |
| 2008 | Just Say My Name - Data: 15 decembrie - Casa de discuri: Scantraxx Reloaded - Format: 12″ |
| 2009 | The Fear Of Darkness/A New Day - Data: 26 ianuarie - Casa de discuri: Scantraxx Reloaded - Format: 12", 45                                                                                                  |
| 2009 | Scrap Attack (Defqon.1 Anthem 2009) - Data: 2 iunie - Casa de discuri: Q-Dance - Format: 12″ |
| 2009 | The Muzikal Revolution/Megasound - Data: 1 iulie - Casa de discuri: Scantraxx Reloaded - Format: 12", 45 |
| 2010 | Psychedelic - Data: 31 martie - Casa de discuri: Scantraxx Reloaded |
| 2010 | Studio Sessions - Casa de discuri: Scantraxx Reloaded |
| 2010 | Club Bizarre WEB EP (feat. Noisecontrollers) - Brooklyn Bounce - Club Bizzare (Headhunterz & Noisecontrollers Remix) - Headhunterz & Noisecontrollers - Robot's Dream - Casa de discuri: Scantraxx Reloaded |
| 2010 | Save Your Scrap for Victory (Defqon 1 2010) - Casa de discuri: Scantraxx Reloaded |
| 2011 | From Within / The Message Is Hardstyle - Casa de discuri: Scantraxx Reloaded |
| 2012 | Dragonborn - Data: 28 ianuarie - Casa de discuri: GRATUIT |
| 2012 | Sacrifice (EP) - Data: 15 martie - Casa de discuri: Scantraxx Reloaded |
| 2012 | World of Madness (Defqon.1 Anthem) (Headhunterz & Wildstylez & Noisecontrollers) - Data: 16 august - Casa de discuri: Q-dance                                                                               |
| 2013 | Colors - Data: 30 august - Casa de discuri: Ultra Records |
| 2013 | United Kids of the World - Headhunterz feat. Krewella - Data: 19 noiembrie - Casa de discuri: Ultra Records                                                                                                 |
| 2014 | Breakout - Headhunterz & Audiofreq - Data: 1 martie - Casa de discuri: Ultra Records |
| 2014 | Synergy - Headhunterz & TNT aka Technoboy 'N' Tuneboy - Data: 27 iunie - Casa de discuri: Q-dance |
| 2014 | Shocker - W&W & Headhunterz - Data: 8 septembrie - Casa de discuri: Armada Music, Ultra Records, Mainstage Music                                                                                            |
| 2014 | Now Is The Time - Headhunterz feat. Miss Palmer - Data: 13 octombrie - Casa de discuri: Hard with Style Records                                                                                             |
| 2014 | We Control the Sound - W&W & Headhunterz - Data: 24 octombrie - Casa de discuri: Ultra Records, Mainstage Music                                                                                             |
| 2015 | Nothing Can Hold Us Down - Hardwell & Headhunterz feat. Haris - Data: 22 ianuarie - Casa de discuri: Revealed Recordings                                                                                    |
| 2015 | Once Again - Data: 16 februarie - Casa de discuri: Revealed Recordings |
| 2015 | Live Your Life - Headhunterz & Crystal Lake feat. Sir Llewy Project - Data: 25 mai - Casa de discuri: Doorn Records/Spinnin' Records                                                                        |
| 2015 | To Be Me (Shilo Edit) - Headhunterz feat. Raphaella - Data: 17 iulie - Casa de discuri: Ultra Records |
| 2015 | The Power Of Now - Steve Aoki & Headhunterz - Data: 10 octombrie - Casa de discuri: Ultra Records |
| 2015 | Won't Stop Rocking - R3HAB & Headhunterz - Data: 23 octombrie - Casa de discuri: Spinnin' Records |
| 2015 | The Universe Is Ours - Headhunterz & Crystal Lake vs Reunify Feat. KiFi - Data: 14 decembrie - Casa de discuri: Mainstage Music/Armada                                                                      |
| 2016 | Feel (The Power Of Now) - Steve Aoki & Headhunterz - Data: 11 martie - Casa de discuri: Ultra Records |
| 2016 | Live Before We Die - Headhunterz Feat. KiFi - Data: 18 martie - Casa de discuri: Ultra Records |
| 2016 | Lift Me Up - Headhunterz Feat. Mike Taylor - Data: 8 aprilie - Casa de discuri: Ultra Records |
| 2016 | Kundalini - Headhunterz & Skytech - Data: 9 mai - Casa de discuri: Spinnin' Records |
| 2016 | Dharma - Headhunterz & KSHMR - Data: 27 iunie - Casa de discuri: Spinnin Records |
| 2016 | Unique - Headhunterz & Conro Feat. Clara Mae - Data: 29 iulie - Casa de discuri: Ultra Records |
| 2017 | Landslide - Data: 17 februarie - Casa de discuri: Ultra Records |
| 2017 | Destiny - Data: 1 septembrie - Casa de discuri: Q-dance |
| 2017 | EP 1 - Project One - Data: 10 noiembrie - Casa de discuri: Q-dance |
| 2018 | The Return of Headhunterz - Data: Martie 2 - Casa de discuri: Art of Creation |